# Стонибаттер
Стонибаттер (англ. Stoneybatter; ирл. Bóthar na gCloch) — городской район Дублина в Ирландии, находится в административном графстве Дублин (провинция Ленстер).